# Музей-архів преси
Музей-архів преси — некомерційна просвітницька установа. Єдина такого роду недержавна установа в Україні. Є дочірнім проєктом інтернет-видання «Історична Правда».

## Діяльність
Метою музею є збереження друкованих видань та робота з ним науковців, підготовка виставок та експозицій. Колекцію музею створено на основі приватного зібрання Вахтанга Кіпіані, який є куратором музею.
Відкриття музею відбулося у жовтні 2014 року. Під час відкриття було презентовано виставку «За Україну, за її волю!», під час якої презентовано пресу українського визвольного руху, починаючи з 1929 року.
Музей-архів існує на громадських засадах, його функціонування забезпечують волонтери. Поповнення колекції здійснюється через дарування музею підбірок періодичних видань приватними особами, а також закупівля видань коштом засновника та меценатів. Ведеться робота щодо каталогізації колекції та її оцифровування.

## Колекція
Колекція музею нараховує понад 30 тисяч найменувань газет і журналів. Має кількасот тисяч одиниць зберігання.
Колекцію складають періодичні видання та книги, пов'язані з історією України:
- газети середини ХІХ — початку ХХ ст.: перша українська газета «Зоря Галицка», східноукраїнська «Хлібороб» тощо;
- газети — 1917—1920 років — УНР, директорії, Дієвої Армії УНР, гетьманського уряду; видання 1941 року ОУН;
- підпільна преса 1960-х років;
- дисидентські самвидавні й видані за кордоном книги та бюлетені 1970-х років;
- колекція преси часів перебудови.

Серед цінних видань — примірник газети «Літаври», редакторкою якої була Олена Теліга. Перший номер першої української газети «Зорі Галицкої».